# Население Мексики

График роста населения Мексики

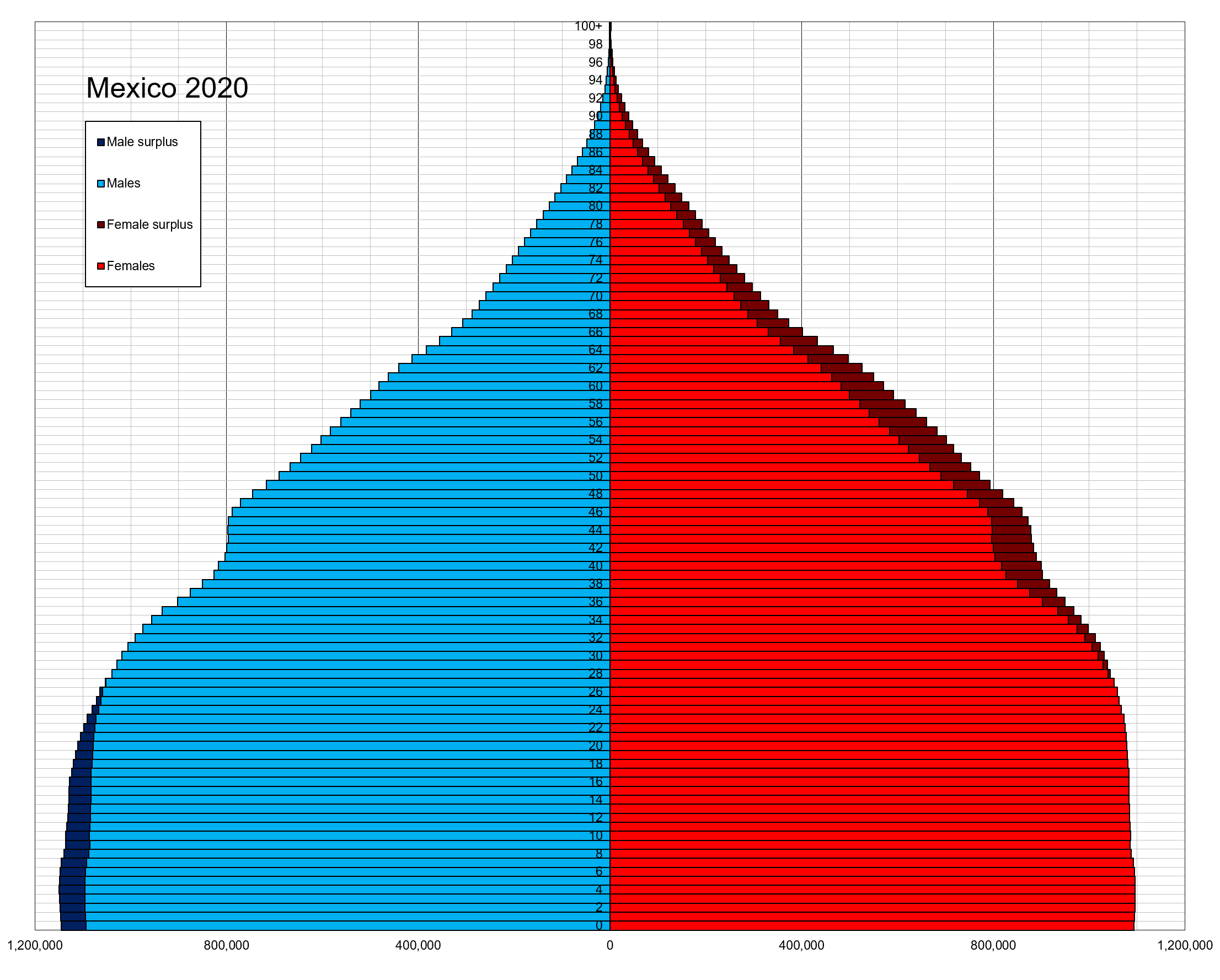
Возрастно-половая пирамида населения Мексики на 2020 год

Плотность населення по штатам

Население Мексики составляет около 133 140 936 человек (по оценке на декабрь 2018 года).
Самая высокая плотность населения — в Несауалькойотль (Nezahualcoyotl) в штате Мехико: 17 537 человек на км².
Современный этнический состав включает представителей трёх основных групп: европейцев, местных индейцев и африканцев. Белые составляют 5 %, метисы 63 %, индейцы 30 % и 2 % остальные группы (азиаты, мулаты и афромексиканцы).
В 2005 году на каждую женщину приходилось 2,4 ребёнка и этот показатель продолжает быстро падать.
Согласно статистике, примерно 40 % населения Мексики проживает в пяти штатах: 14 млн в Мехико, 8,7 млн в Федеральном округе, 7,1 млн в Веракрусе, 6,6 млн в Халиско и 5,4 млн в штате Пуэбла. Меньше всего мексиканцев живёт в штате Южная Нижняя Калифорния — всего 512 тыс. человек. Примерно 50 % населения живет в одном из 55 крупнейших городов страны. В общей сложности около 78,84 % населения страны проживает в городах, то есть только 21,16 % — в сельской местности.
84 % мексиканцев проживает в собственных домах и отдельных квартирах, 19,6 % имеет дома компьютер.
В 1994 году Мексику приняли в клуб богатых стран (OECD). По количеству богатых семейств мексиканцы стоят на четвёртом месте (после США, Германии, Японии), но при этом 60 % населения проживает в бедности, а 27 % ниже черты бедности.
По культурным особенностям этнологи делят индейцев на 62 этнические группы, причем около 30 из них имеют свой язык. Самая большая по численности группа — науатль в Центральной Мексике (ок. 1,3 млн человек), а также потомки майя в Чьяпасе, Табаско и на полуострове Юкатан (800 тыс. человек). Многочисленны также сапотеки, миштеки, тараумара и отоми.
Прирост населения составляет 1,6 % в год.
В Мексике практически нет иностранных рабочих, за исключением штата Чьяпас, где в сельском хозяйстве работают сезонные рабочие из Гватемалы. В 1970-е и 1980-е годы беженцы из стран Центральной Америки, где шли гражданские войны, искали постоянную работу в Чьяпасе и других районах Мексики.
В конце 1990-х годов около 22 % трудоспособного населения Мексики были заняты в сельском хозяйстве, 19 % — в промышленности, 13 % — в торговле, 7 % — в строительстве, а остальные — в сфере услуг.
В 2003 году уровень открытой безработицы в стране составил 3,25 % ЭАН против 2,76 % в 2002 г. Мужская безработица достигала 3,12 %, а женская — 3,46 %. 
В 2002 году среди зарегистрированных безработных квалифицированные кадры составляли 86,7 % и неквалифицированные — 13,3 % от полного числа безработных.
Добывающая промышленность, сельское хозяйство и рыболовство — 7,4 млн чел. (16,9 % от общего населения); промышленное производство — 10 млн чел. (24,5 % от общего населения); сектор услуг — 22,8 млн чел. (58,3 % от общего населения); прочее — 0,13 млн чел. (0,3 % от общего населения).
По данным независимых исследований уровень безработицы в Мексике был выше и составлял 3,88 % (3,39 % в 2002 г.), а временной безработицы — 4,67 %.